# Valle del Zalabí
Valle del Zalabí ist eine Gemeinde in der Provinz Granada im Südosten Spaniens mit 2.122 Einwohnern (Stand: 2024). Die Gemeinde liegt in der Comarca Guadix. 

## Geografie
Die Gemeinde liegt im Süden der Provinz und grenzt an Albuñán, Aldeire, Alquife, La Calahorra, Dólar, Ferreira, Gor, Guadix, Huéneja, Jérez del Marquesado und Lanteira.

## Geschichte
Valle del Zalabí besteht hauptsächlich aus den Ortsteilen Exfiliana, Alcudia de Guadix und Charches, die bis 1973 unabhängige Gemeinden waren.